# Phaonia kagannensis
Phaonia kagannensis är en tvåvingeart som beskrevs av Shinonaga 2007. Phaonia kagannensis ingår i släktet Phaonia och familjen husflugor.
Artens utbredningsområde är Pakistan. Inga underarter finns listade i Catalogue of Life.